# Can Pujadas (Seva)
Can Pujadas és una casa habilitada com a botiga de Seva (Osona) inclosa a l'Inventari del Patrimoni Arquitectònic de Catalunya.

## Descripció
Edifici civil de mitjanes dimensions cobert amb teulada a dues vessants i desaigua a la façana principal. Les obertures es reparteixen desiguals a la façana principal que ha estat arrebossada i acabada amb cantoneres falses.
Destaca un portal adovellat rodó datat el 1648 amb un petit escut a la dovella central; totes les finestres són de pedra treballada i tenen desaigües i ampits, i una està datada el 1723.

## Història
La meitat del segle xvii és per a Seva una època d'augment demogràfic i d'expansió urbana, el c/ de Baix és un exemple d'aquest nou impuls d'una població que fins aleshores es mantenia estancada.